# رنو ۸
رنو ۸ (Renault ۸) خودرویی است که در سال‌های ۱۹۶۲–۱۹۷۱، ۱۹۷۶ Spain and Mexico versionsدر ونزوئلا، پلوودیو، بلغارستان، والادولید، رومانی، هایدلبرگ، کازابلانکا، مراکش، کبک و کانادا تولید شده‌است. طراحی آن خودروهای موتور عقب-محور عقب بوده طول آن در حالت طبیعی ۴٬۰۰۰ میلیمتر (۱۵۷٫۵ اینچ) و عرض آن در حالت طبیعی ۱٬۴۹۰ میلیمتر (۵۸٫۷ اینچ) و ارتفاع آن در حالت طبیعی ۱٬۳۷۵ میلیمتر (۵۴٫۱ اینچ) است. سیستم جعبه‌دندهٔ آن ۵ دنده به صورت دستی است.

## نگارخانه

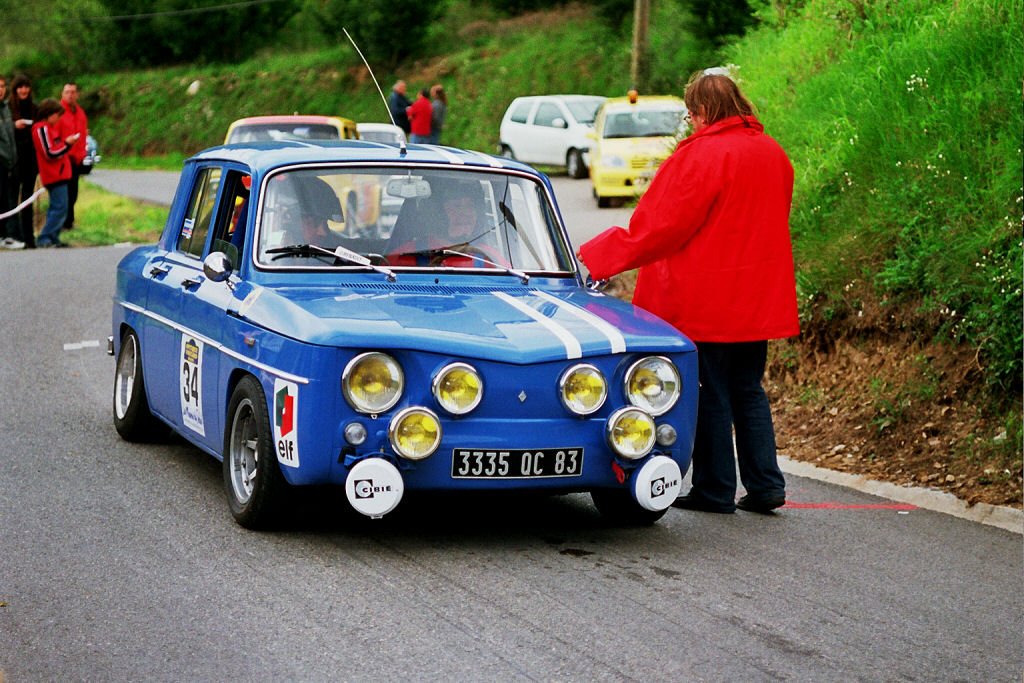
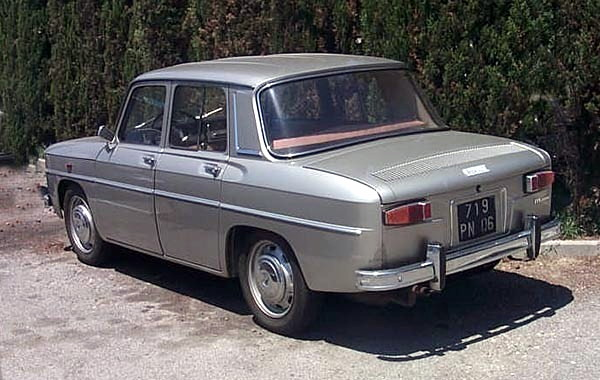
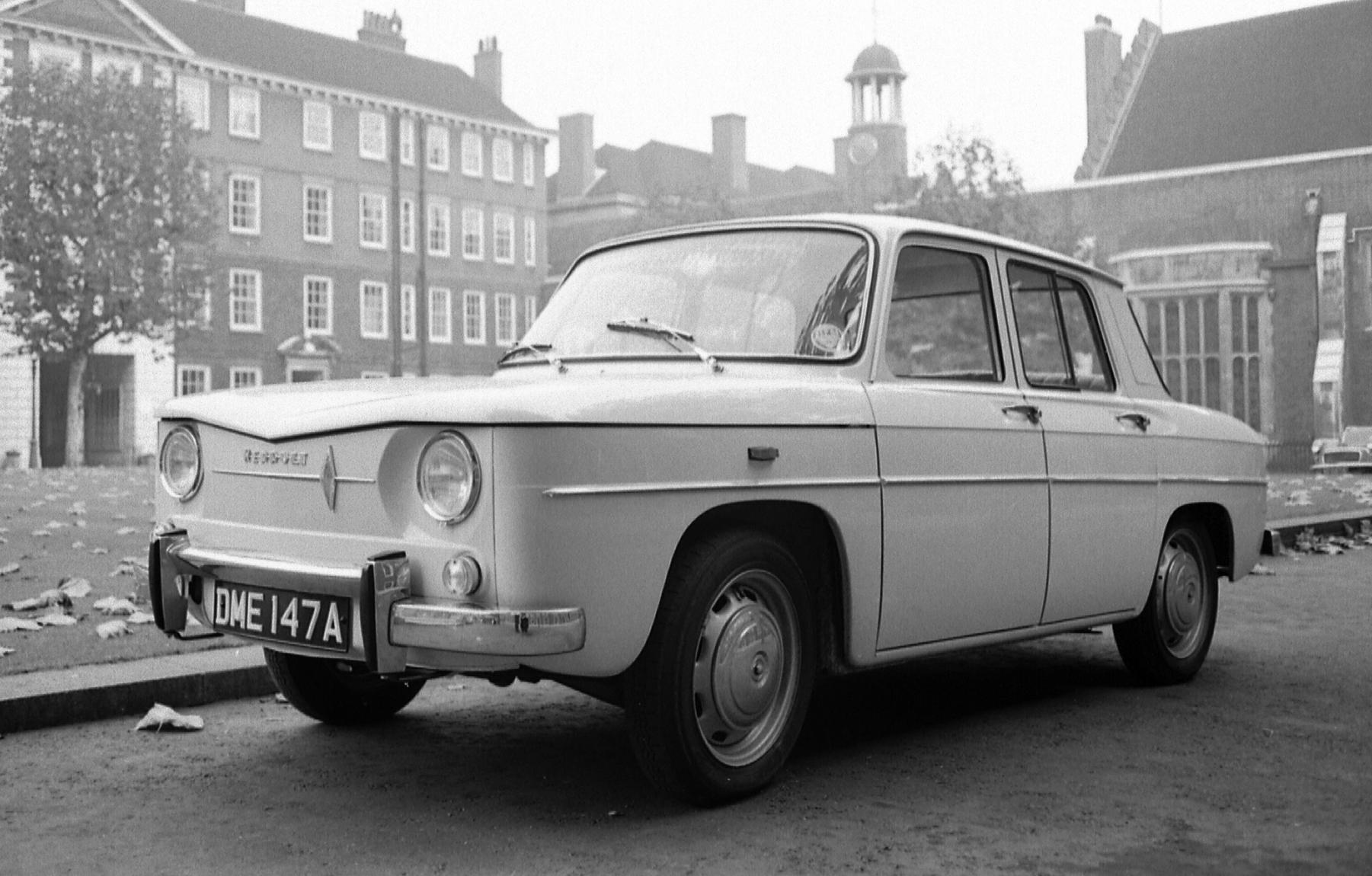
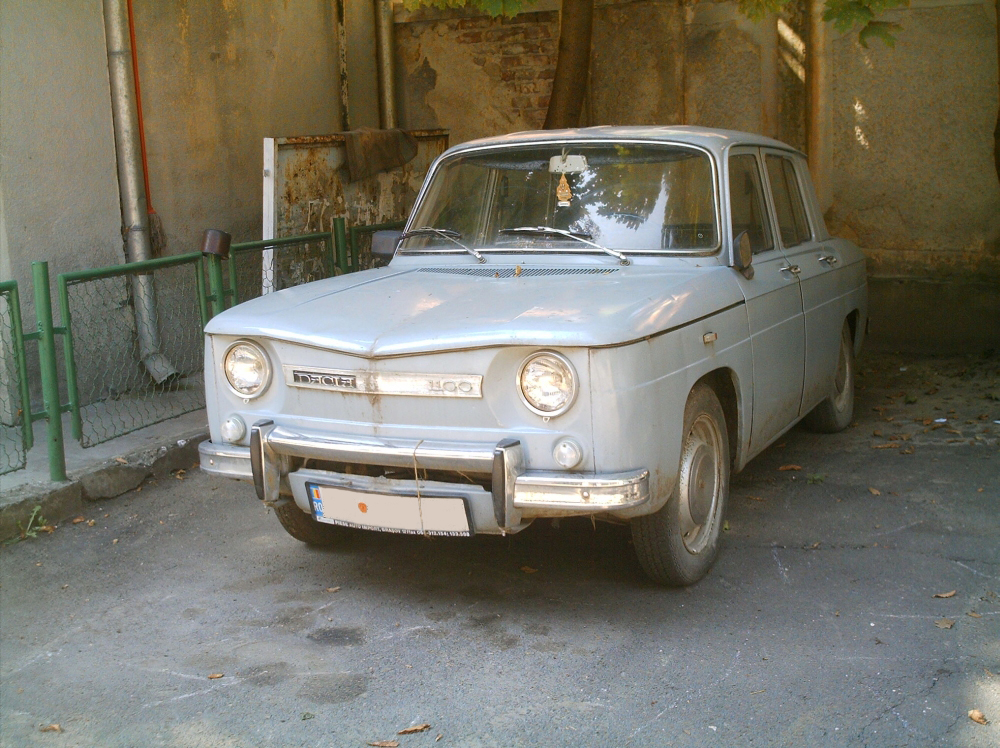
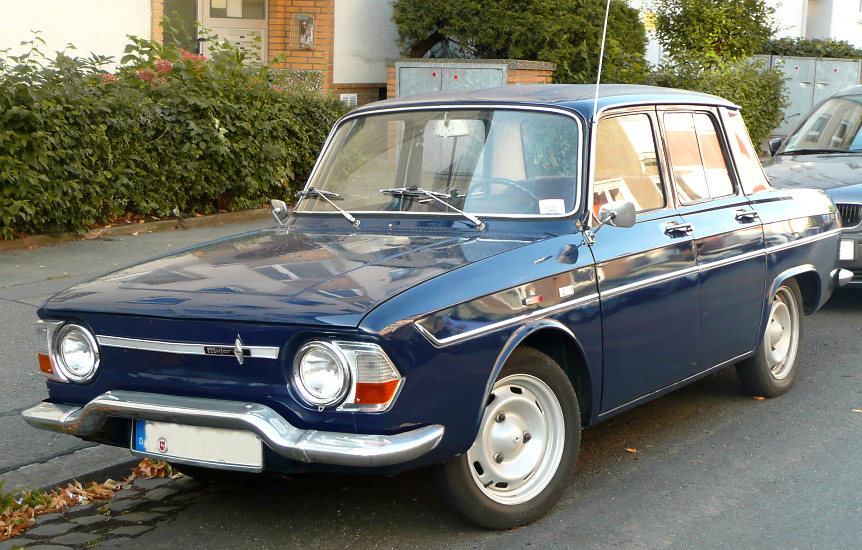
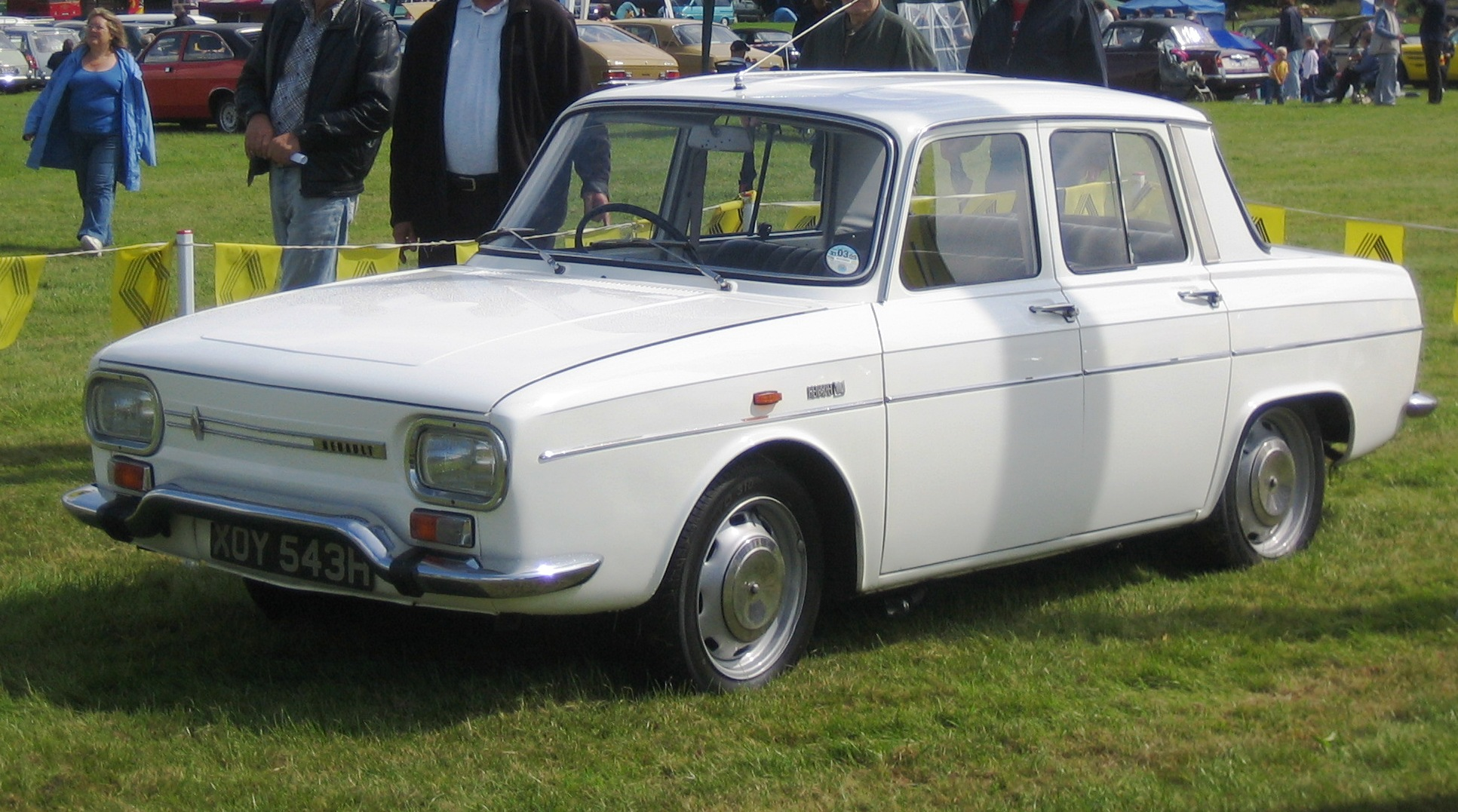